# Alexarasnia rossica
Alexarasnia rossica (лат.) — ископаемый вид насекомых из семейства Alexarasniidae отряда эмбий, единственный в роде Alexarasnia.

## Описание
Обнаружены в пермских отложениях в России: Вологодская область, Великоустюгский район, левый берег реки Сухоны, около деревни Исады (locality «Isady»); верхняя пермь (Tatarian; Северодвинская стадия). Описание сделано по крыльям длиной около 1 см с параллельными жилками Sc, RA, RS, ветвями жилок MA и MP+CuA1, и короткой дистальной частью CuA2.

## Систематика
Жилкование крыльев настолько необычно, что сразу эти остатки не смогли отнести ни к одному из известных, как современных, так и вымерших отрядов из подкласса крылатых насекомых.
В 2015 году российский учёный Дмитрий Щербаков в результате анализа больше́го количества палеоэнтомологического материала отнёс несколько вымерших родов (Nestorembia, Nikolembia, Palaeomesorthopteron) к монотипическому до этого семейству Alexarasniidae, а само семейство — к новому подотряду Palembiodea отряда эмбий.

## Этимология
Родовое название Alexarasnia было дано в честь крупного российского палеонтолога и энтомолога профессора Александра Павловича Расницына (Палеонтологический институт РАН, Москва). Описание сделал российский энтомолог Андрей Горохов (Andrej V. Gorochov, Санкт-Петербург, Зоологический институт РАН).